# کوالیکوم بیچ
کوالیکوم بیچ (به انگلیسی: Qualicum Beach) یک منطقهٔ مسکونی در کانادا است که در بریتیش کلمبیا واقع شده‌است. کوالیکوم بیچ ۱۷٫۹۸ کیلومتر مربع مساحت و ۸٬۹۴۳ نفر جمعیت دارد و ۸ متر بالاتر از سطح دریا واقع شده‌است.